# Ictidosuchoides
Ictidosuchoides es un género extinto de terápsidos terocéfalos. Sus fósiles han sido hallados en el Karoo de Sudáfrica y datan del Pérmico Superior al Triásico Inferior. Es uno de los pocos terocéfalos que sobrevivieron a la extinción masiva del Pérmico-Triásico, aunque su número descendió mucho tras el evento de extinción.